# Ослейдіс Менендес
Ослейдіс Менендес  (ісп. Osleidys Menéndez, 14 листопада 1979) — кубинська легкоатлетка, олімпійська чемпіонка, дворазова чемпіонка світу.

## Виступи на Олімпіадах
| Олімпіада   | Дисципліна    | Місце |
| ----------- | ------------- | ----- |
| Сідней 2000 | метання списа | 3     |
| Афіни 2004  | метання списа | 1     |
| Пекін 2008  | метання списа | 6     |